# Novafrontina
Novafrontina Millidge, 1991 è un genere di ragni appartenente alla famiglia Linyphiidae.

## Distribuzione
Le tre specie oggi note di questo genere sono state reperite in America meridionale e centrale: la specie dall'areale più vasto è N. uncata, rinvenuta in varie località dal Messico al Brasile.

## Tassonomia
Le caratteristiche di questo genere sono scaturite dall'analisi degli esemplari di Linyphia bipunctata (Keyserling, 1886).
Dal 1993 non sono stati esaminati esemplari di questo genere.
A giugno 2012, si compone di tre specie:
- Novafrontina bipunctata (Keyserling, 1886)[3] — Ecuador, Perù
- Novafrontina patens Millidge, 1991 — Colombia
- Novafrontina uncata (F. O. P.-Cambridge, 1902) — dal Messico al Brasile